# Reményik Károly
Reményik Károly, teljes nevén Reményik Károly János (Dobsina, 1857. augusztus 11.  – Kolozsvár, 1935. február 12.) erdélyi építészmérnök, Reményik Sándor apja.

## Életpályája

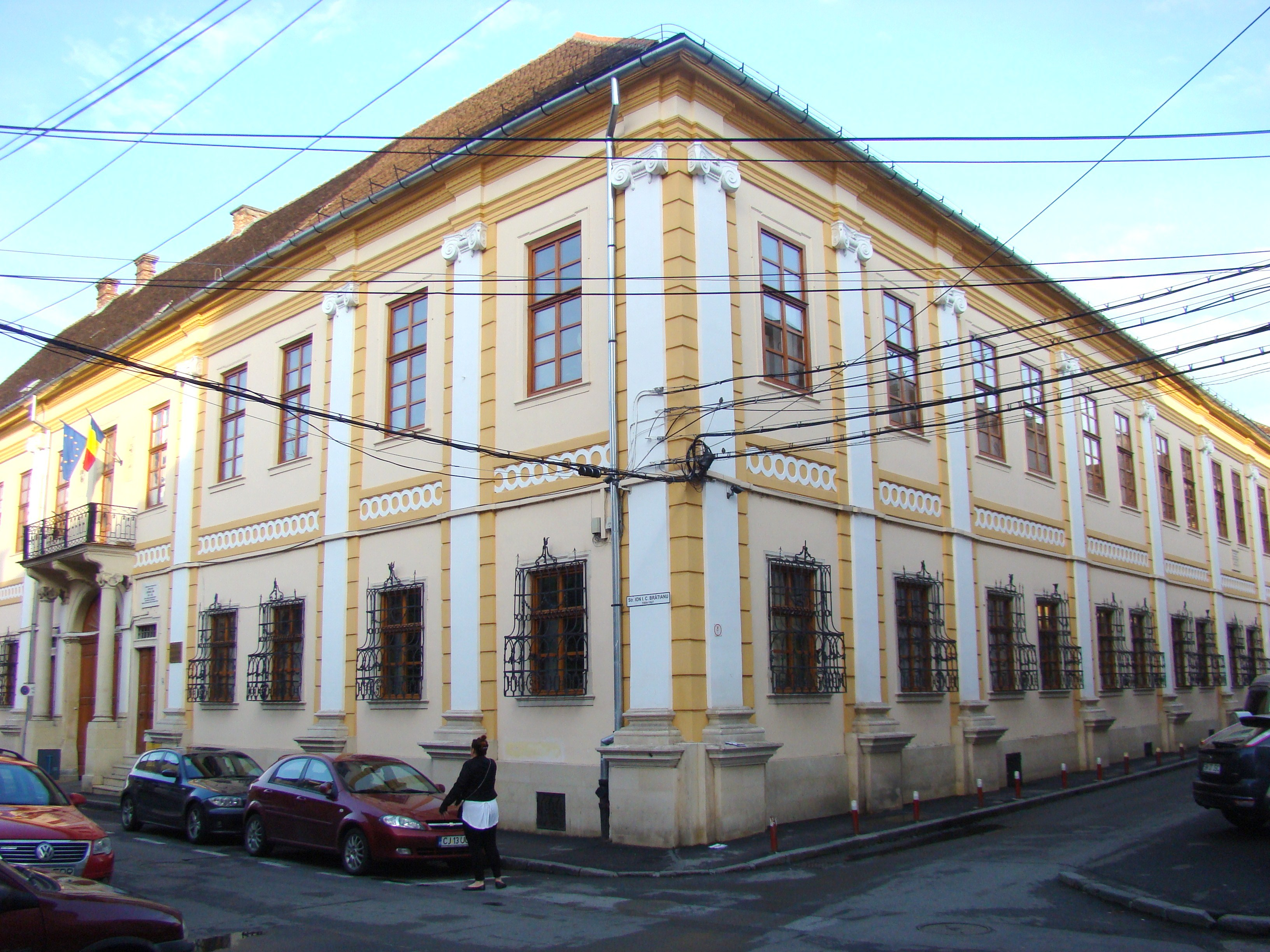
A Toldalagi–Korda-palota

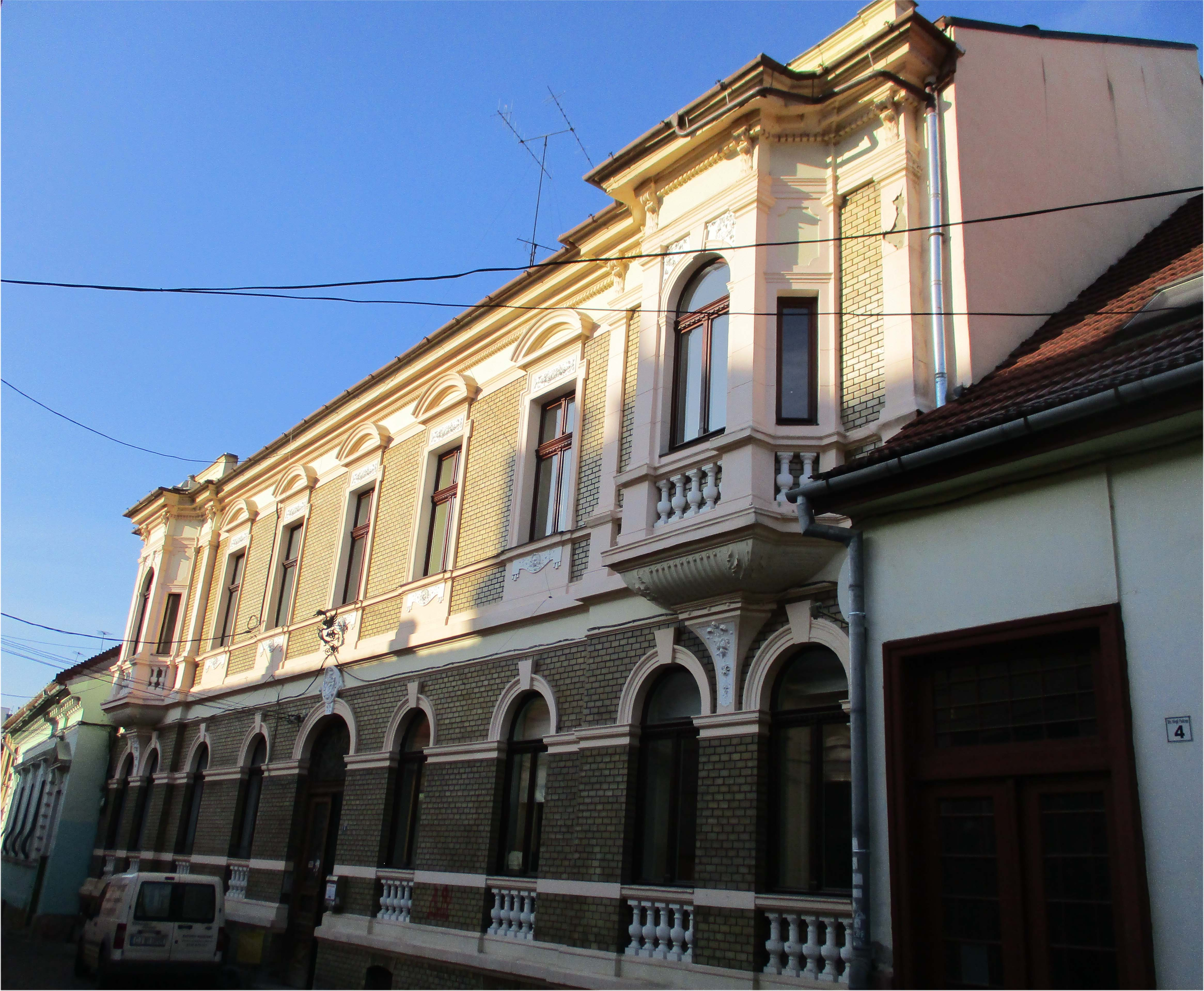
Szentlélek utcai, saját tervezésű háza

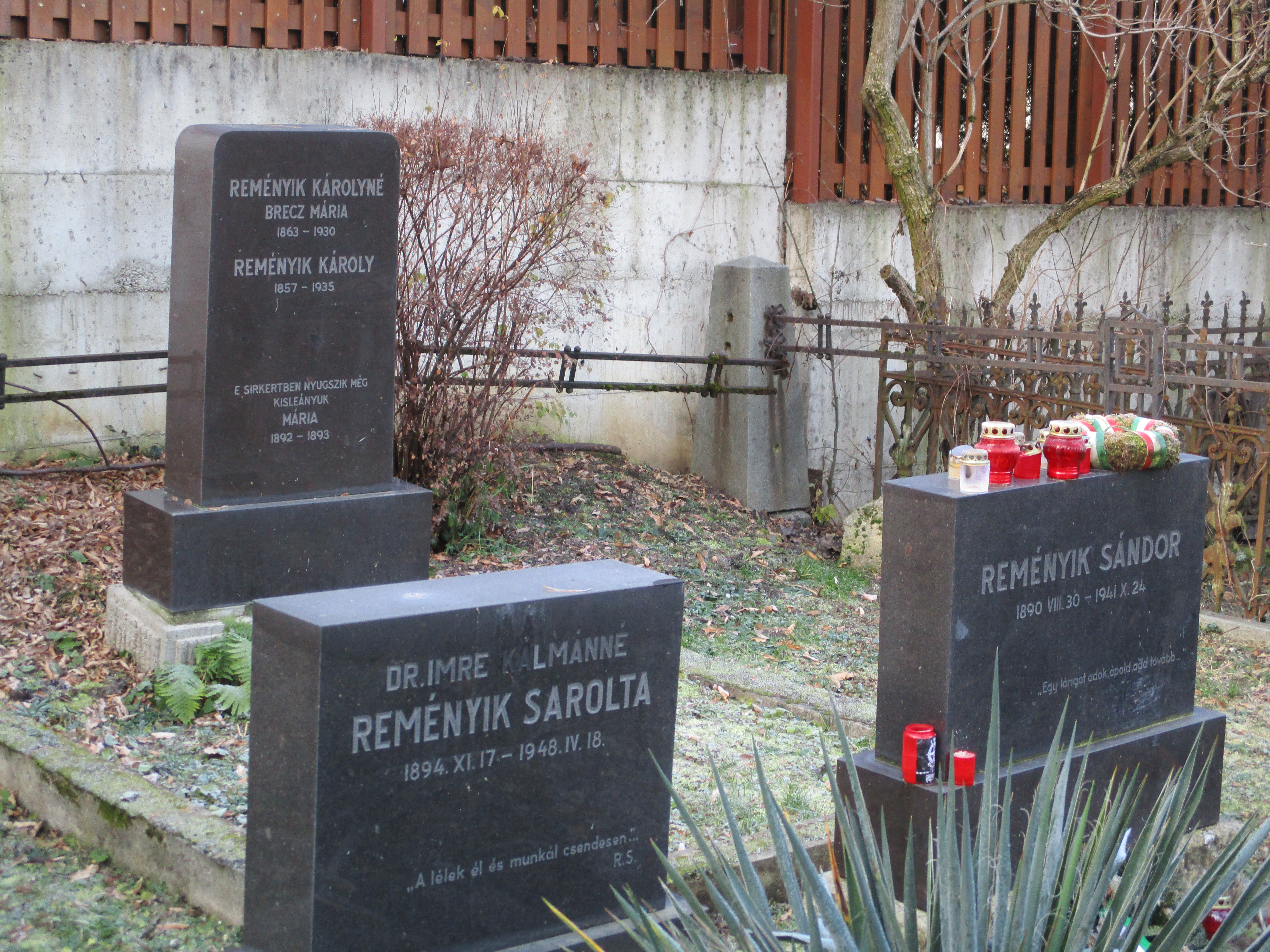
Reményik Károly sírja a Házsongárdi temetőben

A budapesti Királyi József Műegyetemen 1883-ban építészmérnöki oklevelet szerzett első kolozsváriként. Miután megnősült, a kolozsvári Toldalagi–Korda-palota emeletén béreltek lakást. Itt született meg első gyermekük, Sándor, a későbbi költő. Nemsokára azonban átköltöztek a Szentlélek utca 6. szám alá, a saját tervezésű és építésű egyemeletes házba. A két lányuk már itt született.
Mivel egyéni tervezőként nem tudott megélni, saját céget alapított, és ez rövid idő alatt a város egyik legismertebb építőipari vállalkozása lett. Szakmai tudása, rátermettsége folytán egyre jelentősebb megbízatásokat kapott. Nevéhez fűződő legjelentősebb kolozsvári épületek: 
- Neológ zsinagóga (1886–87, tervező Hégner Izidór)
- Ferenc József Tudományegyetem épületének keleti és nyugati szárnya (1893–97, tervezte Meixner Károly és Alpár Ignác)
- Unitárius kollégium  épülete (1899–1901, Pákei Lajos tervei alapján)
- Mikó utcai Országos Karolina Kórház épületei (1897–1905, tervezők Korb Flóris és Giergl Kálmán)
- Egyetemi könyvtár (1906–1907, Korb Flóris és Giergl Kálmán tervei alapján).

Reményik Károly, mint sok más kolozsvári iparos, kereskedő, vállalkozó nemcsak megbecsült szakember volt, hanem közéleti szerepet is vállaló polgár. Több szakmai szervezetnek, egyletnek volt tagja, támogatója, elnöke, alelnöke. Egyházi vonalon is tevékeny volt, így  például a kolozsvári lutheránus egyházközségnek nemcsak aktív tagja, de 1912 és 1924 között gondnoka is volt. Politikával az impériumváltás után kezdett foglalkozni, így tevékeny tagja lett az Erdélyben megalakult Országos Magyar Pártnak, 1929-től pedig a Kolozs megyei tagozat elnöke is volt. 
78 éves korában hunyt el 1935-ben. A Reményik család sírkertjébe temették a Házsongárdi temetőbe.

## Családja
A vaskereskedő id. Reményik Lajos (1812–1906) és Nickl Matild (1830–1912) fia. 
Felesége a felvidéki Bretz Mária (1863–1930). Gyermekei: Sándor (1890–1941), Mária (1892–1893) és Sarolta (1894–1948).